# Stara Wieś (Gdańsk)

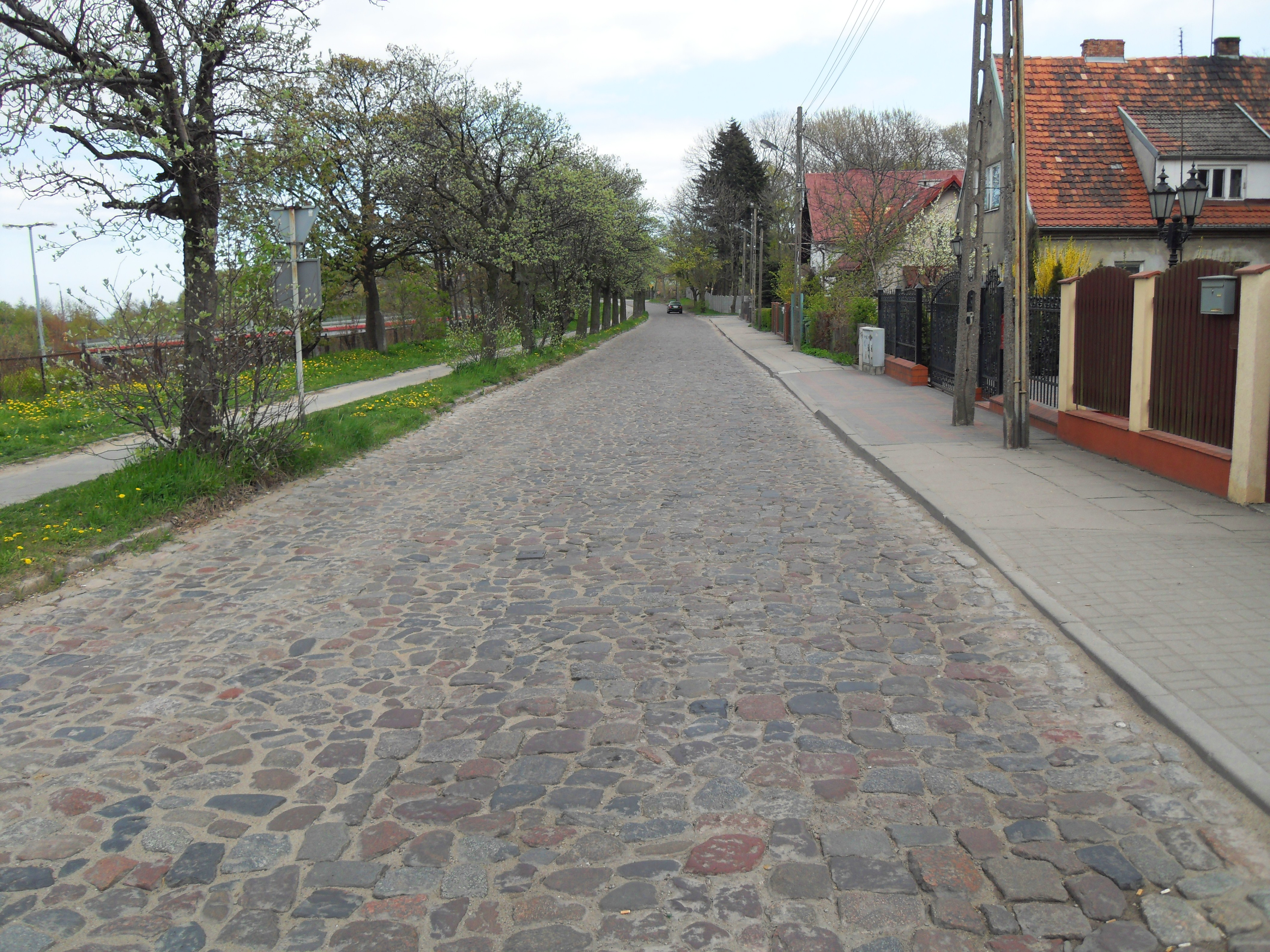
Ul. Lubuska – dawna główna ulica miasta Stolzenberg. Jedynym śladem po mieście jest solidne utwardzenie z kamieni polnych

Stara Wieś (kaszb. Starô Wiés, niem. Altdorf) – część Gdańska. Na terenie Starej Wsi obecnie istnieje osiedle mieszkaniowe Chełm, część dzielnicy Chełm.